# Chiesa del Rosario (Milazzo)

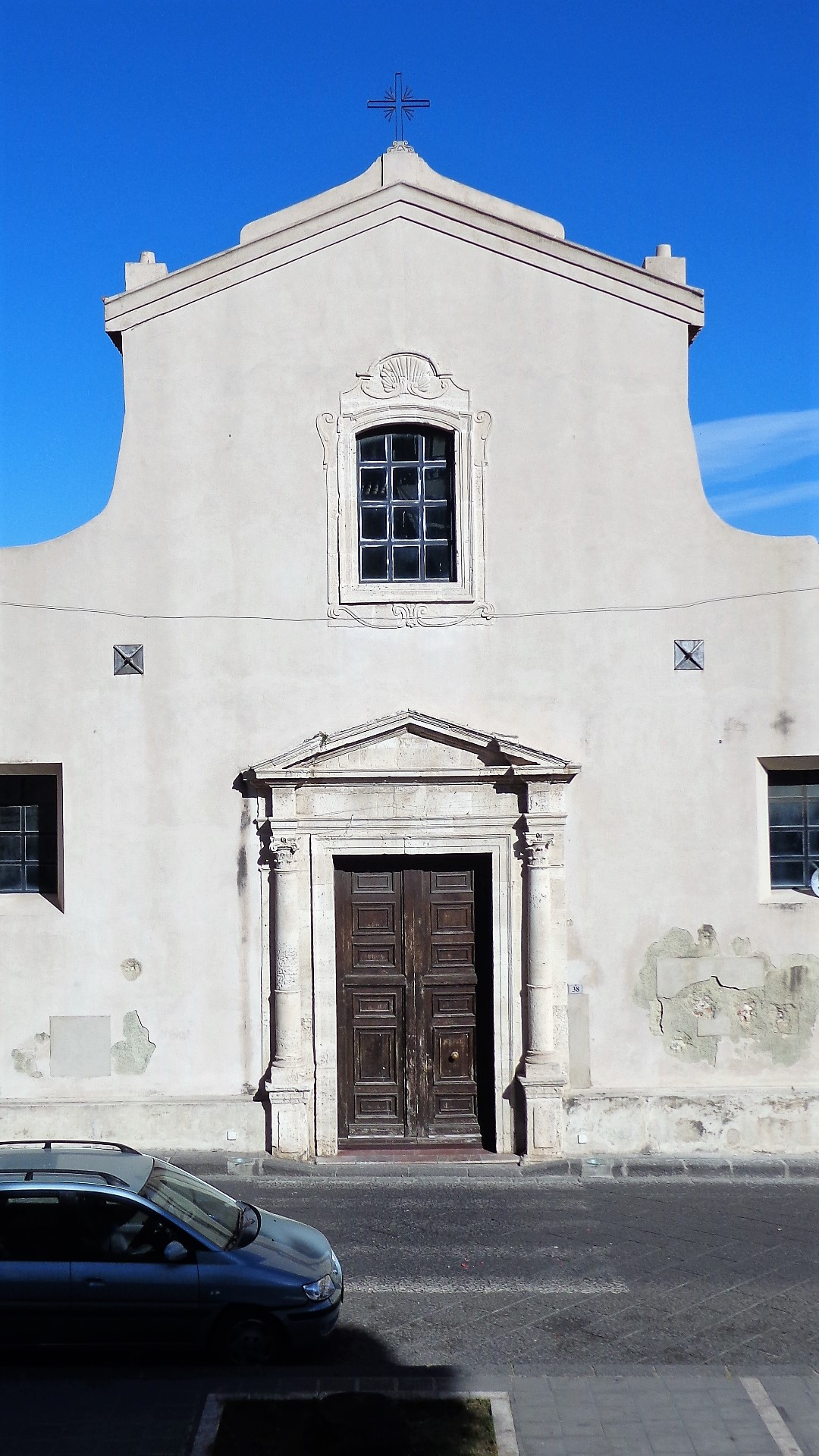
Facciata.

La chiesa del Rosario o chiesa di Nostra Signora del Santo Rosario con l'attiguo convento dell'Ordine domenicano costituiscono un aggregato monumentale ubicato in via San Domenico nel Borgo antico della città di Milazzo. Appartenente all'arcidiocesi di Messina-Lipari-Santa Lucia del Mela, vicariato di Milazzo sotto il patrocinio di San Francesco di Paola, arcipretura di Milazzo, parrocchia di Nostra Signora del Santo Rosario.

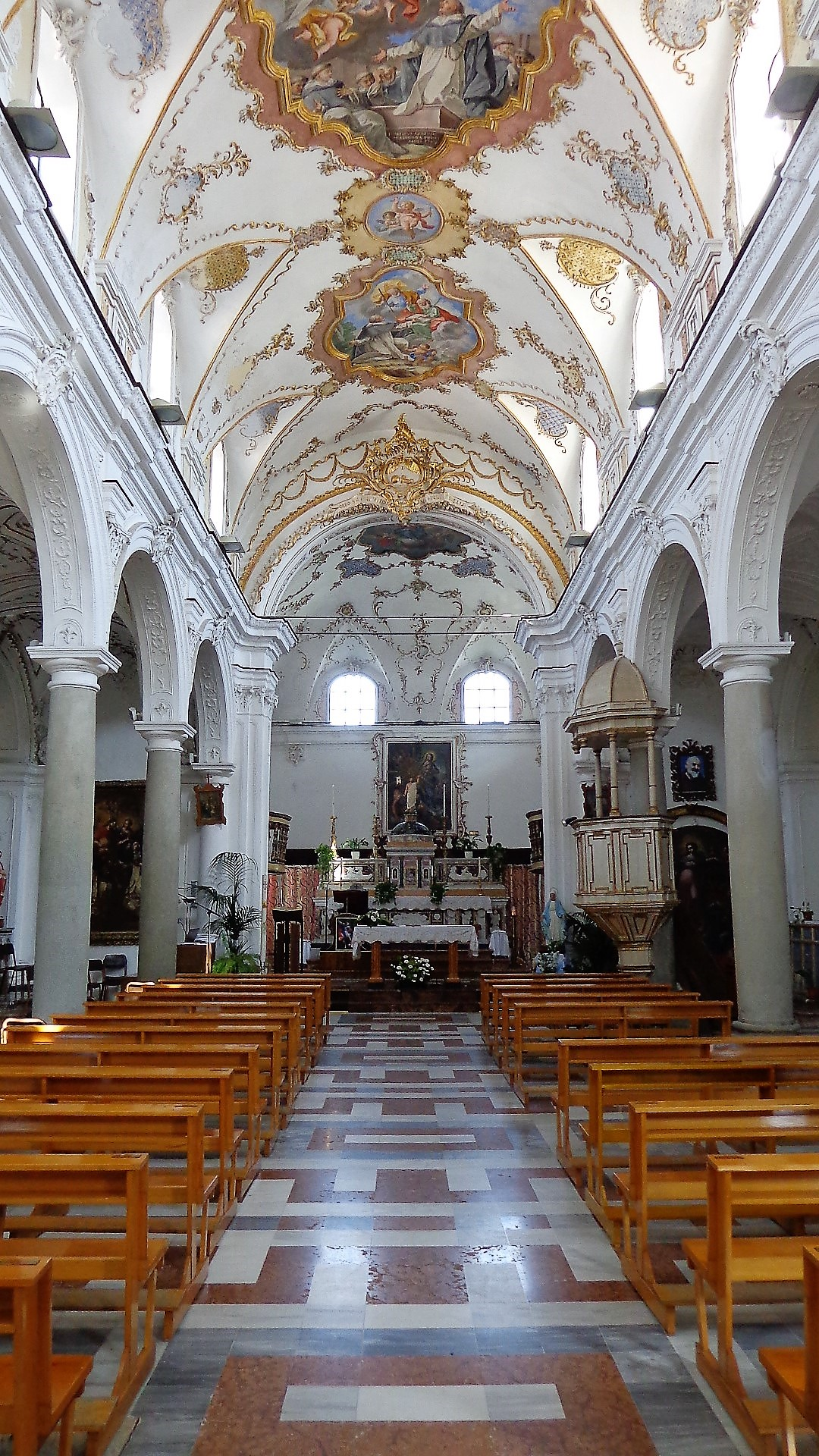
Navata.

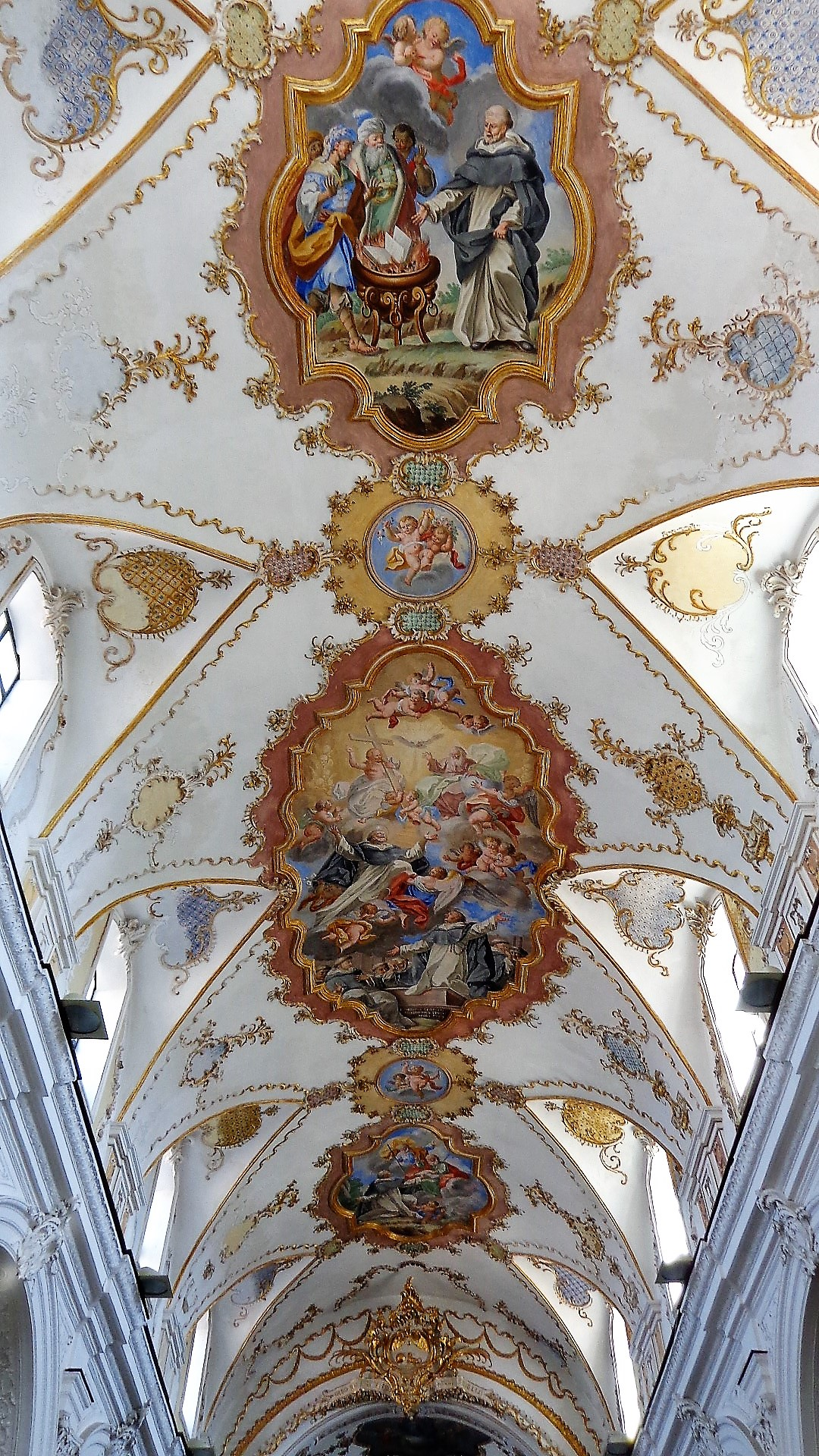
Affreschi volta.

## Storia

### Epoca spagnola
Colle Giudeo: denominazione topografica derivante dalla presenza della comunità ebraica dedita alla cantieristica navale.
I lavori di costruzione iniziarono nel 1538 sull'area della quattrocentesca chiesa di San Leonardo, promossa da Giovanni Macrì, lavori diretti dall'architetto domenicano Antonio Frini. Finanziati dalla città e dal regio patrimonio, si protrassero fino al 1580, con perfezionamenti, consolidamenti ed abbellimenti estesi fino al primo trentennio del secolo successivo.
Nel 1589 la struttura conventuale fu elevata a priorato.

### Epoca borbonica
- 1709 - 1711, Antonio Mongitore documenta l'«Accademia dei Redivivi».[3]

Chiesa e convento subirono importanti modifiche nel Settecento, l'oculo superiore nel 1705 fu trasformato in una finestra rettangolare con cornice, identica mutazione nel 1790 per le finestre laterali realizzate prive di cornici. Le vele di raccordo dei due ordini del prospetto sono un retaggio delle grandi volute ornamentali esistenti sino ai restauri settecenteschi. Ai due estremi, su due piccoli basamenti, si elevano due pigne in pietra di gusto barocco. Il portale laterale ha sostituito nel 1705 una più modesta entrata. Le decorazioni a stucco operate nel 1787 dal messinese Letterio Crisafulli.

### Epoca contemporanea
Recenti lavori di restauro hanno riportato alla luce un enorme serbatoio risalente alla tarda età romana verosimilmente utilizzato per l'immagazzinamento di derrate alimentari: dimostrazione del preesistenti insediamenti anteriori alla «Città Murata» e ai Castrum di derivazione alto medievale.
Il ritrovamento adeguatamente valorizzato dalla sezione archeologica della Soprintendenza per i Beni culturali e ambientali di Messina, è stato dotato di copertura a vetri.
Dal 1968 la chiesa, elevata a parrocchia è stata affidata alla cura dei Padri Cappuccini, recentemente è ritornata alla diocesi di Messina.
Restauri al tetto e al pavimento risalgono al 1984.

## Facciata
Nella semplice facciata si erge il portale, delimitato da due semicolonne con capitelli corinzi sormontati da un doppio timpano sovrapposto e spezzato. Il campanile a vela è collocato sul retro.
Le due acquasantiere poste ai lati dell'ingresso principale del XVIII secolo, sono di marmo bianco di San Marco d'Alunzio.

## Interno
L'interno ha un impianto basilicale di stile rinascimentale a tre navate, cinque archi a tutto sesto poggianti su colonne, abside quadrangolare senza transetto. Sono otto gli altari distribuiti nelle due navate laterali, il soffitto di ciascuna navata è ripartito in cinque crociere settecentesche.
Il soffitto della navata centrale è caratterizzato da affreschi del messinese Domenico Giordano, datati 1789: Gloria di San Domenico, San Domenico brucia i libri degli eretici, San Domenico con i Santi Pietro e Paolo. Nella volta del presbiterio è realizzato l'affresco raffigurante l'Assunzione della Vergine. Sull'arco trionfale campeggia uno stemma in stucco raffigurante il cane con la fiaccola in bocca e cartiglio recante il motto "Domini Canes" (Cani del Signore) teso a sottolineare l'origine e la finalità dell'Ordine monastico domenicano, espressione di fedeltà, obbedienza e vigilanza verso Dio e la Chiesa.
In origine tutti i nove altari erano interamente in legno e sostituiti nel tempo con manufatti in muratura o aggregati marmorei. I paliotti lignei ove non siano stati rimpiazzati con equivalenti ad intarsi, sono realizzati in stoffa dipinta o decorata. Pregevole il paliotto ligneo dipinto in azzurro ed oro recante lo stemma della nobile famiglia Cumbo.

### Navata destra
- Prima campata: Cappella di San Vincenzo Ferreri. All'interno della nicchia della sopraelevazione è collocata la statua raffigurante San Vincenzo Ferreri, opera attribuita a Filippo Quattrocchi. Ambiente patrocinato dalla famiglia Lo Presti.
- Seconda campata. Sulla parete trova provvisoria collocazione il quadro raffigurante la Madonna dell'Itria o Odigitria in origine nella chiesa dei Cappuccini. Culto risalente all'antica chiesa orientale e che secondo l'iconografia ortodossa di Costantinopoli, attribuita all'evangelista San Luca, ritrae la Vergine con il Bambino in grembo, portati a spalla da due monaci basiliani.
- Terza campata: varco d'accesso per il recinto conventuale. Sulla porta che conduce al chiostro ed agli antichi locali di sacrestia è collocato il quadro raffigurante la Nuestra Senora de los Desamparados o Vergine degli Abbandonati, dipinto del 1676 proveniente dal terzo altare di sinistra dell'antica chiesa dei Cappuccini, dono degli residenti a Milazzo appartenenti alla Comunità Valenciana della Nazione Spagnola. La Virgen de los Desamparados è venerata nella basilica omonima di Valencia.
- Quarta campata: primitiva Cappella di Santa Caterina da Siena. Ambiente con ciborio ligneo proveniente dall'altare maggiore della primitiva chiesa dell'Ordine dei frati minori cappuccini. Un paliotto ligneo ripartito in tre scomparti regge una sopraelevazione definita su tre ordini rastremati verso l'alto, al centro nella sequenza, il tabernacolo, due nicchiette sovrapposte, un frontalino con motivi fitomorfi a foglie d'acanto con croce apicale completano il manufatto.
  - Il primo ordine è costituito da un tabernacolo dalla porticina impreziosita da intarsi in madreperla, originariamente fiancheggiato dalle statuette raffiguranti San Pietro e San Paolo rappresentati con i loro attributi iconografici, ad essi si accompagnavano e facevano corona le effigi degli altri Apostoli collocati sui troni aggettanti collocati lungo la prospettiva convessa dell'architettura.
  - Il secondo ordine contempla una campata ad arco incassata delimitata da delicate colonnine tortili poste su plinti, cinque per lato, e dalle belle volute ornamentali laterali. Un cornicione dalla ricca modanatura, le trabeazioni aggettanti, la balaustra in miniatura separano gli ordini superiori.
  - Sull'ordine più alto la cappelletta a nicchia arricchita da intarsi, annoverava la perduta statuetta dell'Immacolata, elemento architettonico anch'esso impreziosito da delicate colonnine tortili, tre per lato, e belle volute ornamentali laterali. Un ulteriore cornicione dalla ricca modanatura impreziosita da fascia intarsiata, le trabeazioni aggettanti, la balaustra in miniatura sormontata dal frontalino, chiudono la superba macchina lignea. Ai lati sulla parete della campata in alto i dipinti raffiguranti San Bonaventura da Bagnoregio (ex chiesa dei cappuccini) tela del settecento e Sant'Antonio di Padova.
    - Pulpito ligneo ottagonale del secondo settecento addossato alla colonna.
- Quinta campata: primitiva Cappella di San Domenico di Guzmán. Sull'altare campeggia il dipinto raffigurante San Girolamo penitente opera di Giovanni Tuccari del 1694, proveniente dalla quarta campata della navata opposta. In questo ambiente è documentata una tela raffigurante San Domenico di Guzmán dipinta nel 1687, restaurata nel 1891, e trafugata nel 1972.
  - Testa navata destra: dipinto raffigurante la Vergine con San Domenico di Guzmán, San Tommaso d'Aquino e sotto il manto sospeso da putti, schiere di Santi e Sante dell'Ordine domenicano, Papa Pio V, e San Vincenzo Ferreri riconoscibile dal sole sul petto.

### Navata sinistra
- Prima campata: Cappella del Santissimo Crocifisso. Pregevole Crocifisso ligneo, manufatto policromo, opera documentata di Innocenzo da Petralia, intagliatore e scultore appartenente all'Ordine dei frati minori cappuccini, realizzata nell'ultimo biennio del suo soggiorno milazzese (1643 - 1645). Ambiente patrocinato dalla famiglia D'Amico, in seguito dalla famiglia Cumbo. Il paliotto ligneo decorato in azzurro e oro con al centro lo stemma patrizio della famiglia Cumbo, rimosso nel tardo Ottocento con la costruzione dell'attuale altare marmoreo è stato trasferito nella primitiva Cappella di San Girolamo.
- Seconda campata. Sulla parete è documentato il dipinto raffigurante la Gloria di San Domenico.
- Terza campata: uscita laterale scalinata di San Domenico. Erta di San Domenico.[4] Sull'architrave, inserita in una cornice mistilinea in stucco, è presente la piccola tela del settecento raffigurante San Domenico e l'Angelo, dipinto del 1789 attribuito al pennello di Domenico Giordano, autore degli affreschi parietali.
- Quarta campata: primitiva Cappella di San Girolamo. Ambiente contraddistinto da un paliotto ligneo decorato in azzurro e oro con al centro lo stemma patrizio della famiglia Cumbo. Manufatto proveniente dalla vicina Cappella del Santissimo Crocifisso rimosso nel tardo Ottocento con la costruzione dell'altare marmoreo. Sulla sopraelevazione è documentata la tela raffigurante San Girolamo penitente oggi custodita nella quinta campata della navata destra.
- Quinta campata: Cappella della Vergine del Rosario. Sulla parete campeggia la Vergine del Rosario ritratta tra San Domenico di Guzmán, Santa Caterina da Siena, San Tommaso d'Aquino ed altre figure, dipinto del 1750c. commissionato dai confrati e sorelle della Compagnia del Rosario.

L'opera è ispirata ad un quadro con identico soggetto del 1695 opera di Carlo Maratta, dipinto custodito nell'Oratorio del Rosario di Santa Cita di Palermo, dove le figure del registro inferiore si identificano rispettivamente con Santa Rosalia, Santa Rosa da Lima e Santa Oliva. Entrambe le opere si rifanno all'esposizione iconografica del fiammingo Antoon van Dyck concepito dopo la Peste di Palermo e il miracoloso ritrovamento delle reliquie di Santa Rosalia. La struttura più composita della Madonna del Rosario dell'Oratorio del Rosario di San Domenico contempla le figure di San Domenico di Guzmán, Santa Caterina da Siena, San Vincenzo Ferrer - i tre santi domenicani - e le cinque sante legate alla città di Palermo e alla Sicilia: Santa Cristina, Santa Ninfa, Santa Oliva, Sant'Agata, Santa Rosalia e una nona figura non meglio identificata.
La tela milazzese si completa sulla monumentale cornice con quindici Misteri del Rosario, raffigurati in ovali sormontati da cornici con fregi di stile rocaille, articolati in Misteri gaudiosi sul lato sinistro, i Misteri dolorosi in alto, i Misteri gloriosi sul lato destro, oggi diversamente dislocati. Ambiente patrocinato dalla famiglia D'Amico, un doppio stemma gentilizio del casato arricchisce il paliotto marmoreo realizzato nel primo settecento.
- Testa navata sinistra: dipinto raffigurante Gesù e la Vergine Maria con San Vincenzo Ferreri riconoscibile dal sole sul petto e il libro, una Santa e un Santo dell'Ordine domenicano, e un sovrano.

### Altare maggiore
Altare maggiore versus absidem ad isola in marmo policromo eretto in stile neoclassico nel 1809 per volontà del provinciale dei domenicani, il milazzese Rosario Colonna, in sostituzione del fatiscente altare ligneo del 1596 donato dal barone Vincenzo Crisafi, e realizzato dall'intagliatore lignario Vincenzo Paolo da Milazzo. Sovrastano la mensa due bassorilievi in bianco di Carrara raffiguranti due episodi del Vecchio Testamento: il Sonno di Giacobbe e Caino che uccide Abele. Il tabernacolo è inserito in tempietto colonnato sormontato da cupolino sulla cui sommità è collocato il Cristo Risorto coronato da grande aureola a raggiera. Due statuine lignee collocate in nicchia, rispettivamente San Domenico e San Tommaso, affiancano lo sportellino.
Nella volta dell'abside è realizzato l'affresco raffigurante l'Assunzione della Vergine di Domenico Giordano.

## Cripta e monumenti funebri
L'aula è impreziosita da lapidi marmoree sepolcrali munite di stemmi ed iscrizioni, da un sarcofago marmoreo risalente al 1625.
Tra i monumenti funebri dei patrocinatori spiccano i sepolcri gentilizi dei rappresentanti delle famiglie Impallomeni, Zirilli, Ventimiglia e Marullo. 
Sono altresì documentate le sepolture o commemorate personalità o patrocinatori:
- Famiglia Lucifero.[5]
- Famiglia Cumbo.[5] (1625)
- Famiglia Zirilli.[6]
- Tommaso Ventimiglia.[7]
- Domenico Impallomeni.[7]

## Opere
- 1789c., San Domenico e l'Angelo, dipinto su tela, opera di Domenico Giordano.
- 1789c., Gesù che guarisce un paralitico, dipinto su tela, opera di Domenico Giordano.
- XVII secolo, Vergine con Santi, pala d'altare, opera di Filippo Jannelli.
- XVIII secolo, San Girolamo, dipinto su tela, opera di Giovanni Tuccari.

Tele di autore ignoto del '700: San Domenico, Madonna con Santi domenicani, Gloria di San Domenico.
Sculture: San Vincenzo Ferreri, legno policromo del XV secolo, Gesù Bambino e Angeli, legno policromo, opera d'autore ignoto del XVII secolo.
Si conserva la statua della Madonna del Rosario, realizzata dall'artista Luigi Guacci di Lecce nei primi decenni del XX secolo, lo stesso simulacro condotto in processione.

## Oratorio
Oratorio del nome di Gesù.
Oratorio del Santissimo Crocifisso: fondato nel 1547 dalla Confraternita del Santissimo Nome di Gesù si trova ubicato presso gli edifici del convento domenicano, dove occupa parte dell'area ovest del chiostro. La congregazione formata da laici, soprattutto maestri artigiani e sacerdoti diocesani, lo usava come luogo di incontro e preghiera. La cappella è la parte più interessante dell'oratorio, ricca di tele, sculture, paramenti sacri del '700 e del '800.

## Convento
Fondato nel 1539 quale ventottesima istituzione dell'ordine in terra di Sicilia, comprende il chiostro rettangolare addossato al fianco destro del tempio presenta i corridoi porticati con 3 pilastri sui lati minori, 4 pilastri corrispondenti a 5 arcate lungo l'asse con sviluppo maggiore orientato sulla direttrice nord - sud.
La struttura fu sede di importanti capitoli e del Tribunale del Santo Uffizio ed ospitò anche numerosi ufficiali durante i vari conflitti bellici che interessarono la città.
- 1718 - 1719, Il convento fu sede dello Stato Maggiore dei Savoia durante la riconquista tentata dagli Spagnoli e del Santo Uffizio sino al 1782.

Attività dei predicatori milazzesi: la diffusione della Congregazione del Rosario, le missioni popolari, l'istituzione di una scola artium per alunni secolari.
Nel 1888 la proprietà fu trasferita al Comune.

## Congregazione del Santissimo Nome di Gesù
La Congregazione del Santissimo Nome di Gesù è documentata nel Borgo Antico dal 1547, fondata per opera di "Civili e Artigiani", suggellata con bolla pontificia del 20 luglio 1570 di Papa Pio V. Il sodalizio religioso, anticamente detto anche Dell'Ave Maria, fu in seguito elevato a congregazione, assumendo la denominazione attuale già nel XVII secolo, comunque anteriormente al 1691, anno in cui Giovanni Passalacqua, superiore della stessa congregazione, commissionò i dipinti dell'Annunciazione e dell'Adorazione dei pastori.
Finalità e scopi: sostentamento delle opere pie, mutuo soccorso, cura e incremento del culto del Santissimo Sacramento e dello svolgimento della processione del Corpus Domini, assicurare degna e cristiana sepoltura dei confrati in apposite cripte ricavate sotto la cappella dell'oratorio utilizzate quasi fino al 1888, anno in cui venne realizzata la cappella funeraria presso il nuovo cimitero monumentale.
Descrizione dell'abito o del saio: abito nero con guanti bianchi, arricchito durante le cerimonie da un medaglione sorretto da un nastro di seta bianca.
Descrizione dello stendardo: confezionato in raso rosso, riporta il nome della congregazione scritto in oro. La versione moderna è realizzata in velluto rosso rubino con decorazioni floreali e fitomorfe in oro e reca il nome della congregazione.
Di rilievo la lapide della cripta, l'elenco dei superiori della congregazione e dei nuovi iscritti nel XIX secolo, i medaglioni in oro e in argento, i candelabri.

## Festività
- "Santissima Madonna del Rosario". Festa la seconda domenica di ottobre.

La piazzetta di San Domenico nel 2011